# Monitorización (medicina)

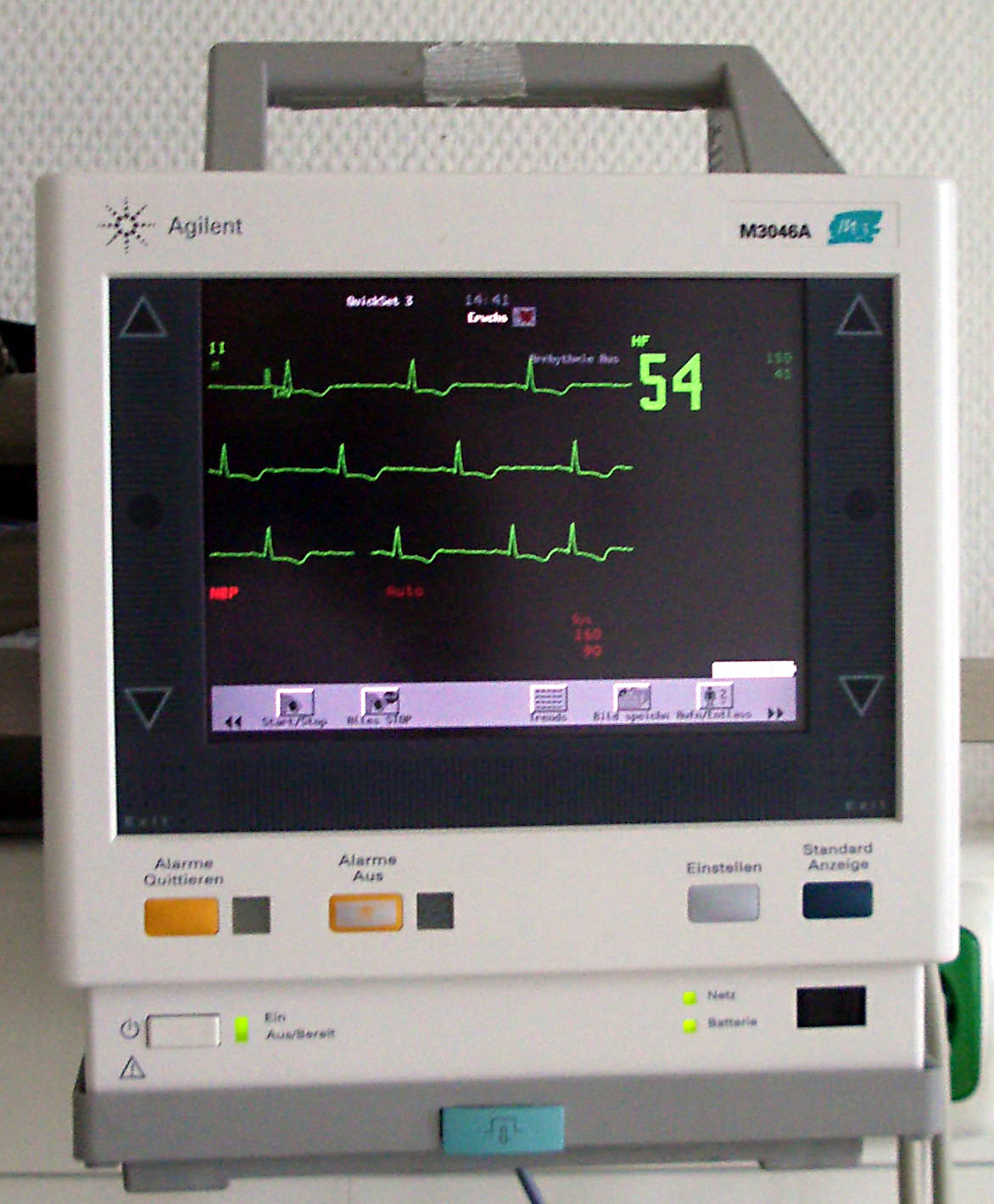
Dispositivo de visualización de un monitor médico utilizado en anestesia.

La monitorización, en medicina, es la observación de una enfermedad, afección o uno o varios parámetros médicos a través del tiempo, que tiene como objetivo identificar la existencia de situaciones problemáticas que hay que evaluar o sobre las que hay que intervenir.
Se puede llevar a cabo mediante la medición continua de ciertos parámetros mediante el uso de un monitor médico (por ejemplo, mediante la medición continua de los signos vitales por un monitor de cabecera), y/o realizando repetidamente exámenes médicos (como monitorización de glucemia con un glucómetro en las personas con diabetes mellitus). 
La transmisión de datos de un monitor a una estación de monitorización a distancia se conoce como telemetría o biotelemetria.

## Monitor médico
Un monitor médico, monitor de signos vitales o monitor fisiológico es un dispositivo médico utilizado para el monitoreo. Puede consistir en uno o más sensores, componentes de procesamiento, dispositivos de visualización (que a veces se denominan "monitores"), así como enlaces de comunicación para mostrar o registrar los resultados en otra parte a través de una red de monitoreo.

### Componentes
Sensor
Los sensores de los monitores médicos incluyen biosensores y sensores mecánicos.
Componente de traducción
El componente de traducción de los monitores médicos es responsable de convertir las señales de los sensores a un formato que pueda mostrarse en el dispositivo de visualización o transferirse a una pantalla externa o dispositivo de grabación.
Dispositivo de demostración
Varios modelos de monitores de parámetros múltiples son conectables en red, es decir, pueden enviar su salida a una estación central de monitoreo de UCI, donde un solo miembro del personal puede observar y responder a varios monitores de cabecera simultáneamente. La telemetría ambulatoria también se puede lograr con modelos portátiles que funcionan con baterías y que son transportados por el paciente y que transmiten sus datos a través de una conexión de datos inalámbrica.
La monitorización digital ha creado la posibilidad de integrar los datos fisiológicos de las redes de monitorización del paciente en los registros de salud electrónicos hospitalarios emergentes y los sistemas de cartografía digital, utilizando estándares de atención médica apropiados que han sido desarrollados para este fin por organizaciones como IEEE y HL7. Este nuevo método para registrar los datos del paciente reduce la probabilidad de error en la documentación humana y eventualmente reducirá el consumo general de papel. Además, la interpretación automática de ECG incorpora códigos de diagnóstico automáticamente en los gráficos. El software integrado del monitor médico puede encargarse de la codificación de datos de acuerdo con estos estándares y enviar mensajes a la aplicación de registros médicos, que los decodifica e incorpora los datos en los campos adecuados.
La conectividad a larga distancia puede servir para la telemedicina, que implica la prestación de atención clínica de salud a distancia.
Otros componentes
Un monitor médico también puede tener la función de producir una alarma (como el uso de señales audibles) para alertar al personal médico cuando se establecen ciertos criterios, como cuando algún parámetro excede los límites de niveles normales.
Monitores móviles
Se abre un alcance completamente nuevo con los monitores móviles. Esta clase de monitores entrega información recopilada en redes de área corporal (BAN, por sus siglas en inglés) para, por ejemplo, teléfonos inteligentes y agentes autónomos implementados.